# Гундарцев, Владимир Ильич
Владимир Ильич Гундарцев (13 декабря 1944, Сатка, Челябинская область — 25 ноября 2014, Москва) — советский биатлонист, олимпийский чемпион в эстафете (1968).

## Спортивная карьера
Мастер спорта СССР (1965), мастер спорта международного класса (1966), заслуженный мастер спорта (1968), заслуженный тренер России (1992), подполковник. Окончил школу тренеров при МОГИФК (1974).
С 1964 занимался биатлоном у В. Н. Бучина, Г. М. Лузина. Выступал за «Динамо» (Москва).
В 1965 был включен в сборную СССР (тренер А. В. Привалов). Бронзовый призёр на дистанции 20 км чемпионата мира (Германия, 1966). Чемпион мира в эстафете 4×7,5 км (Закопане, Польша, 1969).
Чемпион Олимпийских игр в эстафете (Гренобль, 1968); бронзовый призёр на дистанции 20 км Олимпийских игр (Гренобль, 1968). В эстафетной гонке бежал заключительный этап, где его соперником был норвежец Сольберг: Гундарцев не проиграл сопернику и принес золото сборной.
Чемпион СССР в эстафете 4×7,5 км (1966—1967). Серебряный призёр СССР (1968—1969).
В 1974—1989 годах — тренер Центрального совета «Динамо», в 1989—1995 годах тренер сборной команды страны. Среди его учеников — олимпийские чемпионы Евгений Редькин и Юрий Кашкаров.
Награждён медалью «За трудовое отличие» (1969).
В Сатке ежегодно проводятся лыжные гонки на приз Владимира Гундарцева для детей младшего школьного возраста, живущих в Уральском федеральном округе. В 2009 году присвоено звание «Почетный гражданин города Сатка».
Умер в Москве 25 ноября 2014 года от онкологического заболевания, не дожив меньше месяца до своего 70-летия. Похоронен на Троекуровском кладбище.